# Rabbit Hash, Kentucky
Rabbit Hash és una àrea no incorporada i una concentració de població designada pel cens (CDP) al comtat de Boone, Kentucky, Estats Units, amb una població de 315 habitants (cens del 2010). Està inscrita al Registre Nacional de Llocs Històrics. La ciutat destaca pel seu nom, el seu reguitzell d'alcaldes canins i la seva històrica botiga general (datada del 1831), que va ser destruïda en gran part per un foc el 2016.

## Origen del nom
L'indret es coneixia originalment com a Carlton, però se li va exigir canviar el seu nom perquè el correu es barrejava amb la comunitat més gran de Carrollton, a diversos quilòmetres del riu Ohio. La comunitat encara es coneix com a districte electoral Carlton.
El nom Rabbit Hash pot derivar de l'ús històric de la població local dels conills com a aliment. Durant els inicis del segle xix la ciutat era ben conegut per un plat de conill hash.
Es diu que, el desembre de 1847, la gent de la ciutat discutia el que serviria cada família per al sopar de Nadal. Segons el folklore, un home va respondre que serviria sopar de conill. La seva resposta va fer que els altres vilatans el sobrenomenessin "Rabbit Hash" com a broma. Finalment, el sobrenom es va convertir en el nom conegut del mateix poble, i els vaixells de vapor del pròxim riu Ohio es es van aturar per demanar el famós hash que es referia a la ciutat.

## Registre nacional de llocs històrics
L'edifici més notable de la caseria, la Rabbit Hash General Store (datada el 1831), va ser considerat com "la botiga de camp més coneguda i millor conservada de Kentucky". La botiga es va afegir al Registre Nacional de Llocs Històrics el 2 de febrer de 1989. El 13 de febrer de 2016, la famosa botiga general va ser destruïda per un incendi i les darreres eleccions a l'alcaldia també van actuar com a recaptació de fons per restaurar-la. Es va restaurar i es va reobrir l'1 d'abril de 2017, mitjançant una combinació de material original i fusta donant d'altres estructures d'època de la zona, permetent així a la botiga mantenir la seva designació històrica.
El districte històric de Rabbit Hash es va afegir al Registre nacional de llocs històrics el 4 de desembre de 2003. Inclou 330 acres (1.3 km2), 12 edificis, 6 estructures i 3 objectes al voltant del 10021-10410 de Lower River Road.

## Alcaldes canins
El primer alcalde elegit de la història de Rabbit Hash va ser un gos adoptat "de descendència desconeguda" anomenat Goofy Borneman-Calhoun, que va ser inaugurat el 1998 per un mandat de quatre anys, després d'unes eleccions cobertes pel documental Rabbit Hash (The Center de l'Univers). Va morir al càrrec el juliol del 2001, als 16 anys.
L'alcaldia va romandre sense cobrir fins a les següents eleccions, celebrades el 2004, moment en què Junior Cochran, un labrador negre, va assumir el càrrec. Junior es va sotmetre a l'escrutini del Departament de Salut del Nord de Kentucky i se li va prohibir l'entrada a la botiga general de la ciutat a causa de queixes. Segons un informe de WXIX-TV, el 13 de març de 2008, el propietari del gos va sol·licitar una exempció per a "l'alcalde". El 30 de maig de 2008, WXIX-TV va informar que Junior havia mort al càrrec als 15 anys.
El 31 d'agost de 2008 es van celebrar unes eleccions especials per cobrir la vacant deixada per la mort de l'alcalde Junior, i va ser guanyada per Lucy Lou, un border collie, convertint-se en la primera alcaldessa de la ciutat. L'alcaldessa Lucy Lou va compartir un passeig de "Talking Points" amb Bill Geist (CBS Sunday Morning), va acceptar un xec d'estímul de 1.000 dòlars del Reader's Digest "We Hear You America Tour", que va actuar com a gran mariscal del Covington Paw-Rade, aparegut en un segment de The List, i es va col·locar 3 anys consecutius a la categoria de Millors Oficials elegits al número Best Of Cincinnati de la revista City Cincinnati (guanyant el primer lloc el 2013). El 7 de setembre de 2015, l'oficina de l'alcaldessa Lucy va anunciar que estava considerant optar a la presidència dels Estats Units, i que era l'únic alcalde que no va morir al càrrec. Lucy Lou va morir el 10 de setembre de 2018 als 12 anys.
El 8 de novembre de 2016 van tenir lloc les eleccions a l'alcaldia a Rabbit Hash. Brynneth "Brynn" Pawltro, un pitbull va ocupar el primer lloc, després d'haver recaptat 3.367 dòlars. Bourbon, un pastor australià, va quedar en segon lloc, aconseguint 2.336 dòlars. Lady Stone, un border collie, va quedar en tercer lloc, aconseguint 1.621 dòlars. La recaptació de les eleccions es va destinar a la societat històrica Rabbit Hash per ajudar a restaurar la botiga General Rabbit Hash. En un moviment sense precedents, la Rabbit Hash Historical Society va donar posicions oficials al primer i segon classificat, Bourbon i Lady, com a ambaixadors de Rabbit Hash. En cas que l'alcalde oficial no estigui disponible per a un esdeveniment o obligació, els ambaixadors omplirien el seu lloc.
Wilbur Beast, un bulldog francès, va ser elegit alcalde el novembre del 2020 amb 13.143 vots (el total més alt guanyador de la història) d'un total de 22.985 (també el total més alt de les eleccions de Rabbit Hash). Jack Rabbit el Beagle i Poppy Golden Retriever van quedar en segona i tercera posició, convertint-se en ambdós ambaixadors de Rabbit Hash juntament amb l'ambaixadora Lady Stone, que conservaran la seva posició.
Llista d'alcaldes
| # | Nom              | Inici del termini | Finalització del termini |
| - | ---------------- | ----------------- | ------------------------ |
| 1 | Goofy Borneman   | 1998              | 2001                     |
| 2 | Junior Cochran   | 2004              | 2008                     |
| 3 | Lucy Lou         | 2008              | 2016                     |
| 4 | Brynneth Pawltro | 2016              | 2020                     |
| 5 | Wilbur           | 2020              |                          |

## Indústria
La central elèctrica de carbó de la Duke Energy East Bend Generation Station es troba a la part sud-est del CDP.

## Gent notable
Emma Bell Miles, escriptora, poeta i artista, va viure a Rabbit Hash durant la seva infància.